# Jason Ray
Jason Lee Ray (* 16. Mai 1978) ist ein US-amerikanischer Biathlet.
Jason Ray begann seine Karriere als Skilangläufer. 2002 bestritt er in West Yellowstone mehrere Rennen des Skilanglauf-Continental-Cups. Im Biathlon bestritt er seine ersten internationalen Rennen 2007 in Nové Město na Moravě im Rahmen des Europacups. Im ersten Sprint belegte er einen 49. Platz, wurde 37. der Verfolgung und im zweiten Sprint 55. Besonders erfolgreich verlief die folgende Saison im Biathlon-NorAm-Cup. In Jericho belegte er in einem Verfolgungsrennen hinter Marc-André Bédard den zweiten Platz und erreichte damit erstmals eine Podiumsplatzierung. Zwei Wochen später kam er in La Patrie hinter Maxime Leboeuf und Jesse Downs ebenso wie nochmals eine Woche später in Valcartier hinter Leboeuf und Zach Hall bei einem Sprint auf den dritten Rang. In der Gesamtwertung der Saison wurde Ray Vierter hinter Jesse Downs, Hall und Sam Morse. Höhepunkt der Saison wurden die Nordamerikameisterschaften in Itasca. Ray erreichte im Sprint den siebten Platz und wurde im Verfolgungsrennen Achter.